# 维莱博卡日
维莱博卡日（法語：Villers-Bocage，發音：[vilɛʁ bɔkaʒ] ⓘ），法国西北部城市，诺曼底大区卡尔瓦多斯省的一个市镇，隶属于维尔区，其市镇面积为5.76平方公里，2022年1月1日时人口数量为3,113人，在法国市镇中排名第3,621位（2022年）。
维莱博卡日位于卡尔瓦多斯省西部，瑟利讷河畔，是一个区域性的中心城市，A84高速公路和多条干线公路在此交汇。维莱博卡日因二战期间在此发生的同名战役而闻名。

## 地名来源
“Villers-Bocage”一名最初可能于1365年以“Villiers en Boscaige”的形式被记载，该名称的来源及含义尚缺乏官方论述。法国索姆省亦有同名市镇，后者名称转写自“Vilers de Boscagio”，大致意为“农村-林地”。

## 历史

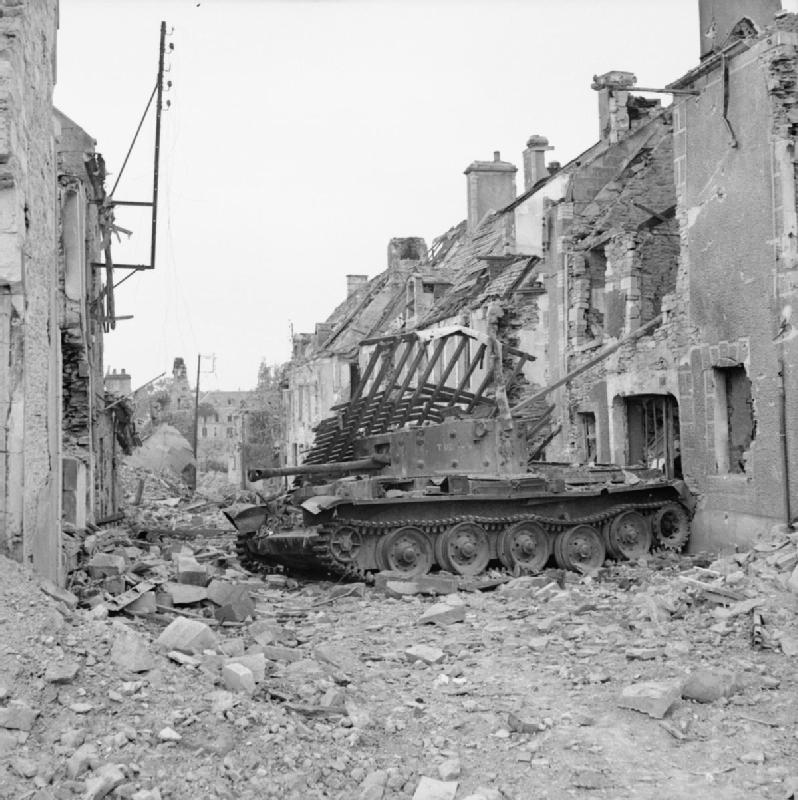
维莱博卡日战役后被严重破坏的城区

维莱博卡日的早期历史尚不清楚。根据当地官方网站的论述，维莱博卡日早在青铜器晚期或铁器时代早期就已出现人类活动，当地亦曾出土一处拉坦诺文化高卢部落遗址。中世纪初，维莱博卡日附近出现了“Saint-Martin”和“Saint-Germain”两处堂区。中世纪中期，维莱博卡日所处的诺曼底地区成为一个独立的公国，当地领主曾于1096年陪同诺曼底公爵罗贝尔二世。1276年，维莱博卡日被划入卡昂Bailliage，此后该地获得自由贸易宪章并出现了商业集市。1366年，维莱博卡日领主让娜（Jeanne de Villers）在此创办医院。英法百年战争期间，维莱博卡日于1418年被英格兰将军Hortaud Vauclox占领，直至1450年福尔米尼战役后才重归法兰西。1637年，维莱博卡日医院得到大面积扩建。法国大革命后，维莱博卡日成为卡尔瓦多斯省的一个市镇，并自1793年起成为同名县的县治。十九世纪时，维莱博卡日境内新建了教堂和多处新式居民建筑。第二次世界大战期间，维莱博卡日被纳粹德军占领，1944年6月英军登陆诺曼底后发动維萊博卡日戰役但未能取得完全成功，此战使得维莱博卡日90%的建筑被摧毁，大批民众被迫外迁。二战后，维莱博卡日获得法国政府颁发的战争勋章，当地的战后重建工程持续了十余年。自二十世纪60年代以来，维莱博卡日的人口数量有所增加。2014年，维莱博卡日县被撤销。

## 地理

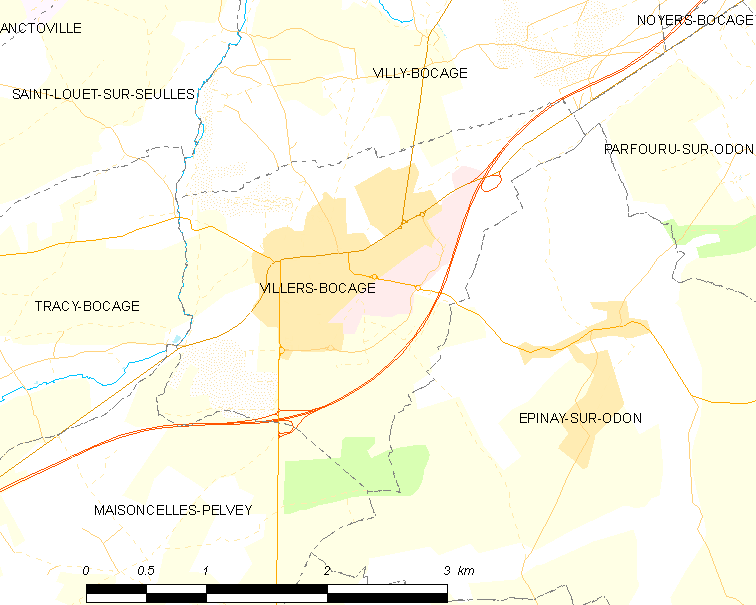
维莱博卡日市镇范围地图

维莱博卡日位于法国西北部，诺曼底大区北部偏西和卡尔瓦多斯省西部，距离省会卡昂大约25公里。与维莱博卡日接壤的市镇包括：奥东河畔埃皮奈、迈松塞勒佩尔韦、奥东河畔帕尔富吕、特拉西博卡日和维伊博卡日。

### 地形
维莱博卡日位于维尔博卡日地区北部，境内以缓丘和平原为主，市镇中心位于一处地势较高的缓坡顶部，整体较为平坦，东西两处有所下沉，全境海拔在95到217米之间。

### 水文
维莱博卡日位于瑟勒河流域范围内，瑟利讷河自南向北流经市镇西侧，其右岸支流埃卡内河（L'Ecanet）自东向西流经市镇北部。

### 植被
维莱博卡日属于温带阔叶混交林区，林地多分布于河流附近及坡地地带，其中市区北部的埃卡内河附近被开辟为埃卡内公园（Parc de l'Ecanet），常年免费向公众开放。
在鲜花城市的评比中，维莱博卡日被评为3星级鲜花城市。

### 自然灾害
维莱博卡日的地震危险度等级为2级，属于低危险；氡辐射等级为1级，属于低危险。1982至2025年5月间，维莱博卡日境内共发生6次有记录的自然灾害，其中4次洪涝。

### 气候
维莱博卡日在柯本气候分类法中属于温带海洋性气候（Cfb）。

## 行政区划
维莱博卡日的市镇编号为14752，邮政编号为14310。
在行政管理方面，维莱博卡日隶属于法国诺曼底大区卡尔瓦多斯省维尔区；在地方选举方面，维莱博卡日隶属于莱蒙多奈县，其市镇范围全境被划入卡尔瓦多斯省第四选区；在社会管理方面，维莱博卡日是普雷博卡日市际市镇公共社区的组成部分。
截至2025年6月，维莱博卡日市镇范围内暂无任何安全优先街区及城市政策优先街区。
法国国家统计与经济研究所（简称“INSEE”）在进行数据统计时，将维莱博卡日及相邻的另外1个市镇设为维莱博卡日城市核心区（Unité urbaine de Villers-Bocage），并将包括维莱博卡日在内的周边共294个市镇划为卡昂城市辐射区。此外，INSEE还将维莱博卡日市镇整体看作一个“块区”（IRIS），以便于统计人口分布情况。

## 交通

### 公路
A84高速公路经过维莱博卡日境内并设有两处出入口，另有卡尔瓦多斯省省道D6线、D6a线、D33线、D67线、D71线和D657线在维莱博卡日境内交汇。诺曼底大区公共交通（商业名称为“Nomad”）下属的城际客运115线和116线经停维莱博卡日，可通往卡昂、欧尔河畔科蒙、维尔诺曼底等地。
2021年，80.8%的维莱博卡日家庭拥有至少一辆私人汽车。2022年，维莱博卡日境内共发生各类交通事故1起，造成1人重伤。
| 43 | 1.7 |

| 44 | 1.7 |

| 卡昂 | 25 |

| 巴约 | 26 |

| 圣洛 | 35 |

| 托里尼莱维尔 | 33 |

| 维尔 | 35 |

| 蒂里阿库尔勒奥姆 | 22 |

### 铁路

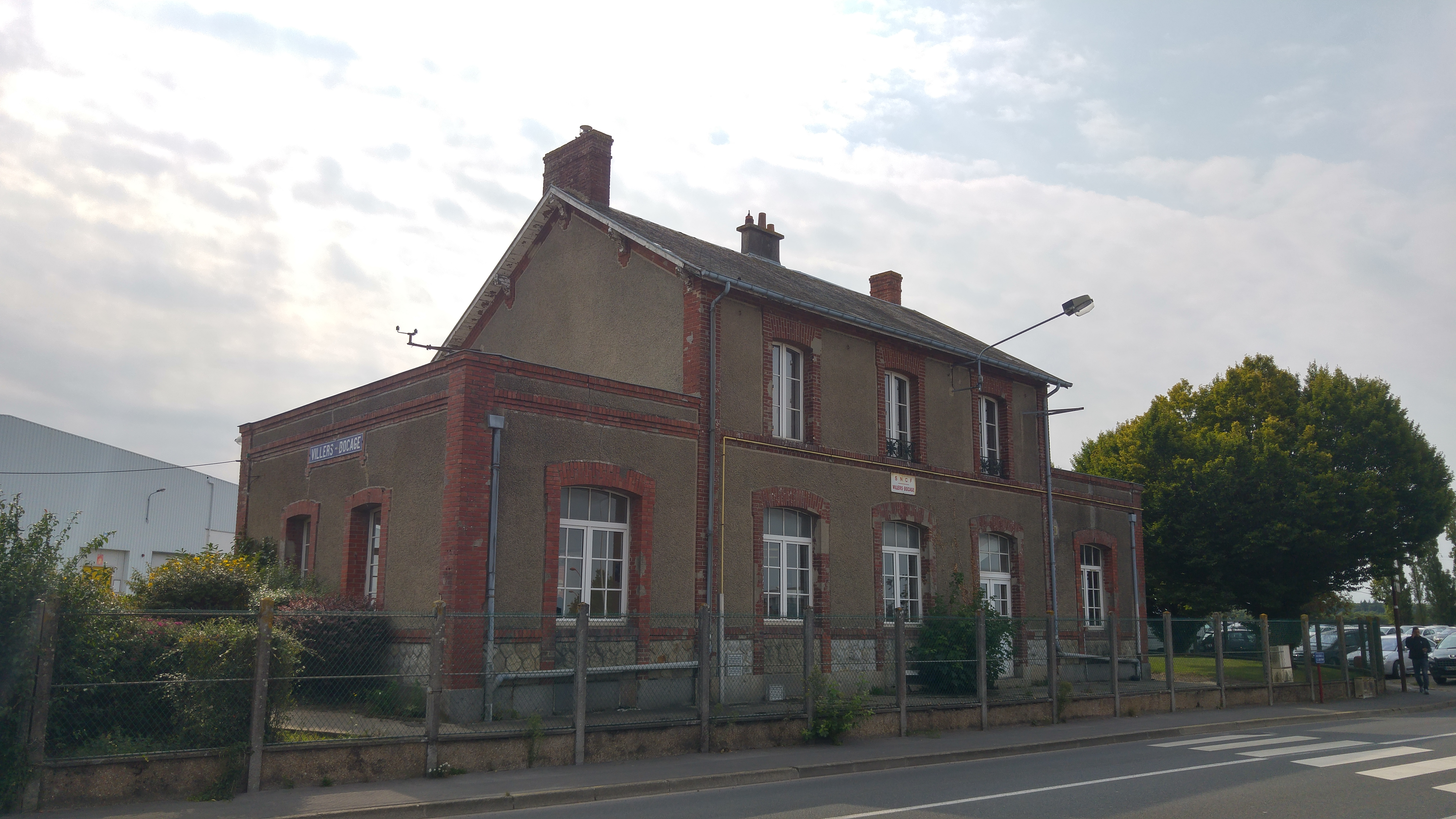
维莱博卡日火车站主站房（已另作他用）

维莱博卡日位于卡昂—维尔铁路上，该铁路已于二十世纪中叶关闭。
距离维莱博卡日最近的运营中的客运铁路车站为17公里外的欧德里约站，该站停靠往返于卡昂和圣洛一线的区域列车。

### 航空
维莱博卡日距离卡昂-卡尔皮凯机场的高速公路里程大约23公里。

### 城市公共交通
截至2025年6月，维莱博卡日暂无城市公共交通系统。

## 政治

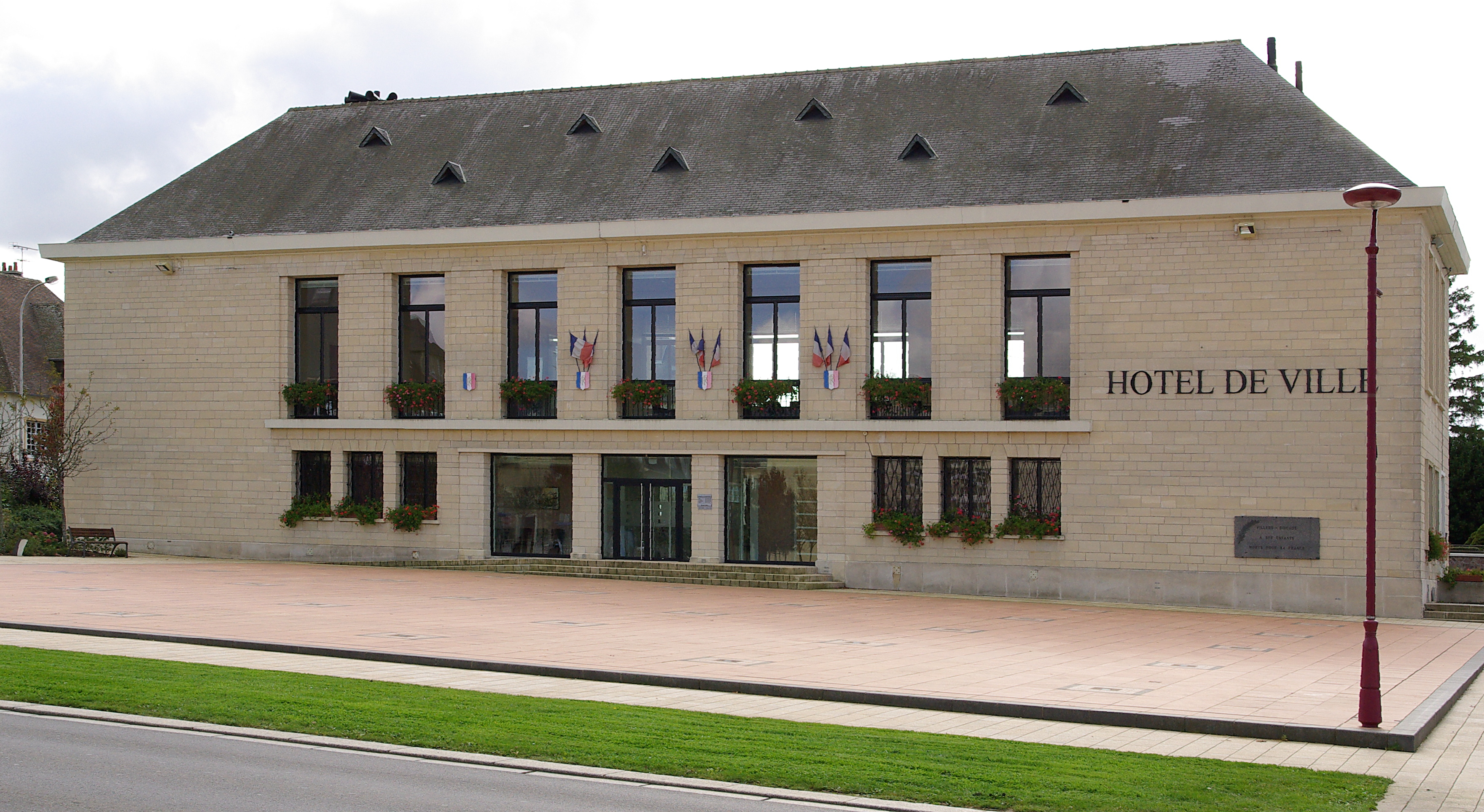
维莱博卡日市政厅

维莱博卡日的现任市长为斯蒂芬妮·勒贝吕里耶女士（Stéphanie LEBERRURIER），她是一名无党派人士，在2020年的市政选举中获得了100%的支持率（无其他候选人）。
在2022年的法国总统大选的第二轮选举中，法国第25任总统埃马纽埃尔·马克龙在维莱博卡日获得了53.71%的支持率。

## 人口
2022年，维莱博卡日市镇人口数量为3,113，在法国排名第3,621位。其中男性1,437人，女性1,693人，75岁及以上人口占13.0%，外籍人口数量为34人，人口密度为540人/平方公里，当地居民被称为（男性）或（女性）。2015至2021年间，维莱博卡日的人口增长率为0.1%。2022年，维莱博卡日境内出生17人，死亡人口78人。
| 维莱博卡日1901年－2021年人口变化情况 |
|                                      |
| 数据来源：Cassini、INSEE             |

## 经济
维莱博卡日是卡昂的一个近郊卫星城。INSEE于2020年将划入卡昂就业区（Zone d'emploi de Caen），并又于2022年将其划入卡昂生活区（Bassin de vie de Caen）。截至2022年底，维莱博卡日市镇范围内共有活跃企业173家，其中74.6%的员工总数在9人及以下；按照产业分类，当地一、二、三产业占比分别为0.0%、15.6%和84.4%。（防水工程）、（公路货运）及（汽车销售）是当地2022年已公布营业额最高的三个企业，分别为18,593,817欧元、5,374,795欧元和3,115,832欧元。

## 财政与居民收入
2023年，维莱博卡日的财政收入总额为3,925,860欧元，财政支出总额为3,317,340欧元，当年的债务总额为1,352,180欧元。2023年，维莱博卡日市镇通过增值税获得374,870欧元的收入，此外当地还共获得了568,320欧元的国家直接财政补助。
| 维莱博卡日居民收入情况                           | 维莱博卡日居民收入情况 | 维莱博卡日居民收入情况 | 维莱博卡日居民收入情况 |
| 内容                                             | 维莱博卡日             | 卡爾瓦多斯省           | 法國                   |
| ------------------------------------------------ | ---------------------- | ---------------------- | ---------------------- |
| 居民平均时薪                                     | 14.1欧元（2022年）     | 15欧元（2022年）       | 17欧元（2022年）       |
| 高级职员人均时薪                                 | 23.5欧元（2022年）     | 26.2欧元（2022年）     | 29.1欧元（2022年）     |
| 中级职员人均时薪                                 | 16.2欧元（2022年）     | 15.9欧元（2022年）     | 16.6欧元（2022年）     |
| 普通职员人均时薪                                 | 11.8欧元（2022年）     | 11.8欧元（2022年）     | 12.1欧元（2022年）     |
| 工人人均时薪                                     | 12.3欧元（2022年）     | 12.2欧元（2022年）     | 12.5欧元（2022年）     |
| 贫困率                                           | 12%（2021年）          | 12.5%（2021年）        | 14.5%（2021年）        |
| 青壮年（15至64岁）失业率                         | 8.2%（2021年）         | 11%（2021年）          | 10.4%（2021年）        |
| 家庭总数                                         | 1,427（2022年）        | 436（2022年）          | 1,160（2022年）        |
| 征税家庭数量占比                                 | 37.6%（2023年）        | 52.1%（2022年）        | 44.8%（2022年）        |
| 家庭年均纳税                                     | 2,170欧元（2023年）    | 2,999欧元（2022年）    | 4,481欧元（2022年）    |
| 资料来源：INSEE、L'Internaute、Le Journal du Net |                        |                        |                        |

## 社会事务

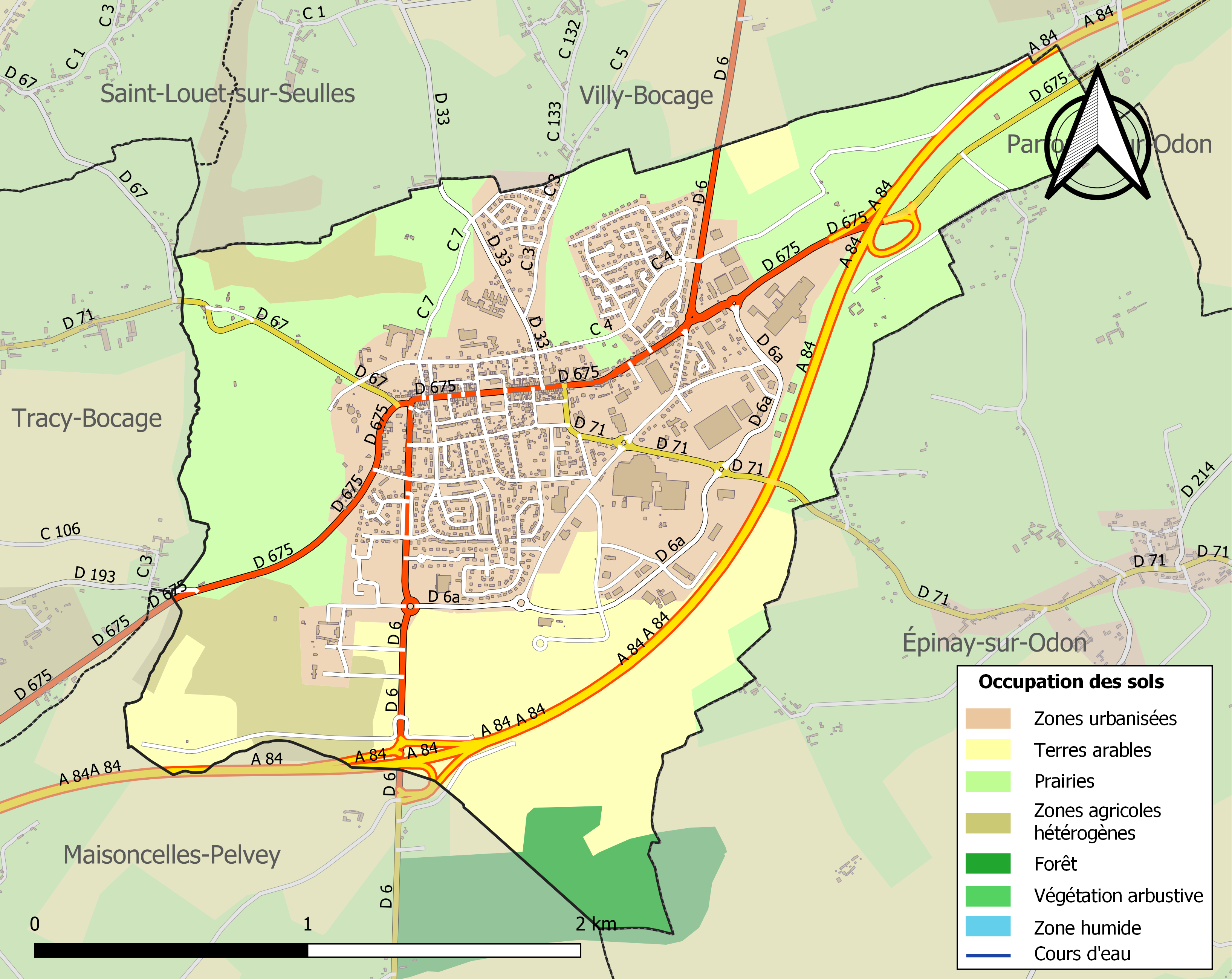
维莱博卡日土地利用情况地图

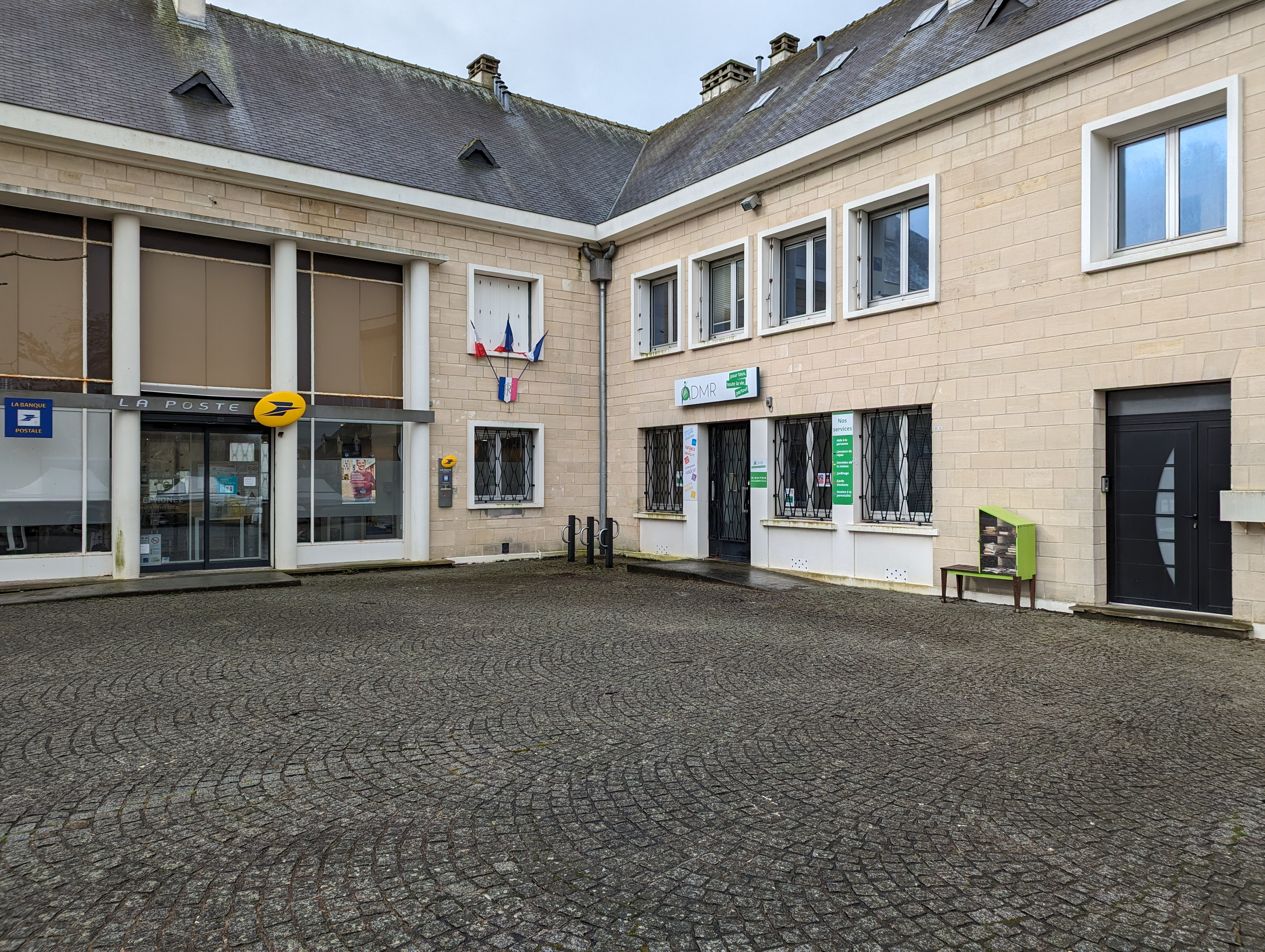
维莱博卡日邮局

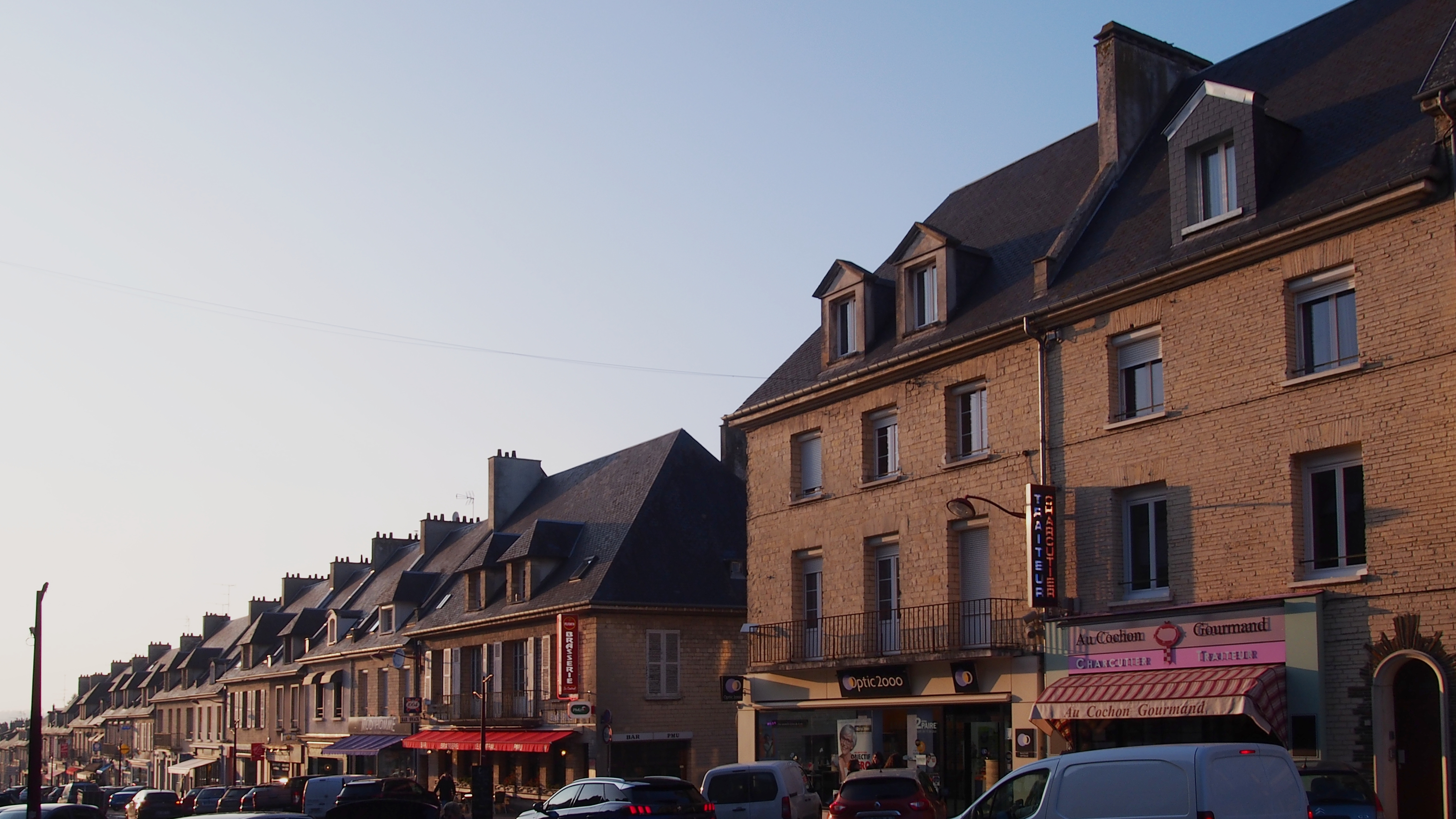
镇中心民居

### 教育
维莱博卡日属于诺曼底学区。截至2023年1月1日，维莱博卡日境内共有2所小学和1所初级中学。2022至2023学年度，维莱博卡日境内共有在校中等教育阶段学生543名。

### 医疗
截至2023年1月1日，维莱博卡日境内共有全科医生7名、保健师5名、牙医3名、护士8名、眼科医生2名、助产士2名、药房2家、养老院1家。
距离维莱博卡日最近的区域性医疗机构为卡昂大学中心医院，后者也是法国的一个大学教学医院，其主病区珍珠海岸医院（Hôpital Côte de Nacre）位于卡昂市区北部，距离维莱博卡日市区的正常车程大约20分钟，该院设有床位1,516个，是卡尔瓦多斯省规模最大的公立综合性医院。

### 住房
2021年，维莱博卡日境内共有各类住房1,530套，其中68.8%为独立式住宅，30.9%为集中式住宅。常住房屋占维莱博卡日市镇范围内居民建筑总量的93.7%。2023年，维莱博卡日的居住税率为11.21%，不动产税率为47.05%（其中空置土地的不动产税率为33.59%）。
在住房保障政策方面，2023年，维莱博卡日境内共有575户家庭获得了家庭津贴补助，受益人数占总人口数量的18.5%，其中265份为房租补助。

### 商业
2021年，维莱博卡日境内共有各类实体商铺123家，其中餐厅15家、大型超市4家、杂货店1家、面包房7家、肉铺1家、书店2家、装饰品店1家、银行门店6家、美容美发店8家、汽车维修店12家。维莱博卡日镇中心南部建有E.Leclerc和Lidl超市。

### 体育
2023年，维莱博卡日境内共有1家游泳池、1间体育馆、1座综合体育场、1处网球场、2处足球或橄榄球场以及1处篮球或排球场。
截至2025年6月，维莱博卡日体育会（Union Sportive Villers Bocage，编号501441）是维莱博卡日境内唯一的一家注册足球俱乐部，其主队2024至2025赛季参加诺曼底大区足球联赛乙组（法国第七级别），其主场为市政球场（Stade Municipal）。

### 环境
维莱博卡日的环境事务由其所属的普雷博卡日市际市镇公共社区联合各级政府协调负责。2021年，维莱博卡日境内暂无污染企业。

### 治安
2023年，维莱博卡日市镇范围内共有1处宪兵队。
2024年，维莱博卡日市镇范围内累计记录各类案件107起，其中盗窃类案件41起，人身侵犯类案件21起，毒品交易类案件3起。

## 文化

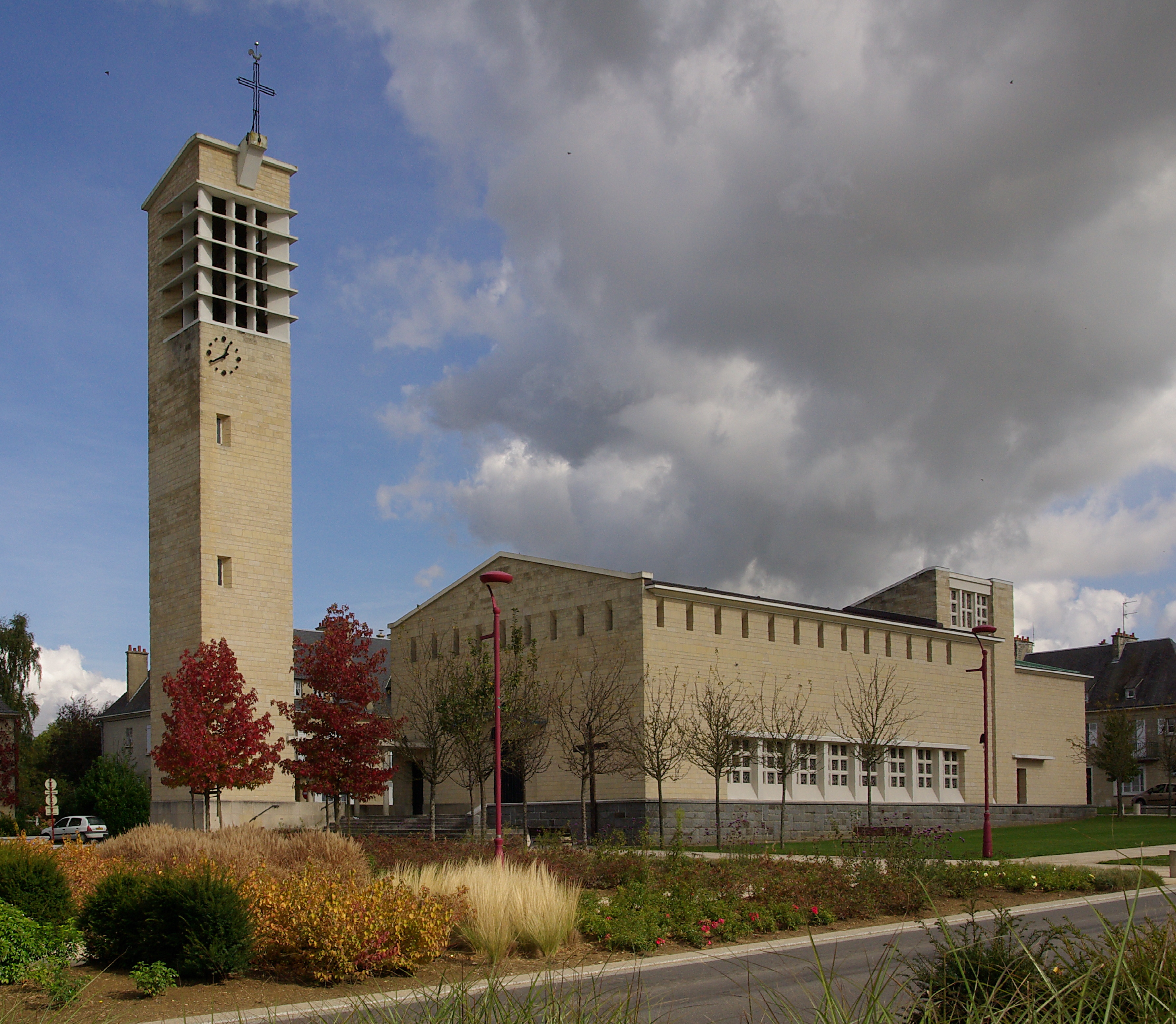
圣马丁教堂

2023年，维莱博卡日暂无任何文化设施。维莱博卡日境内建有多媒体中心（Médiathèque），每周二至六向公众开放。

### 建筑
截至2025年5月，维莱博卡日境内暂无法国国家文物保护单位，当地的圣马丁教堂、维莱城堡（Château de Villers）等是当地的地标性建筑物。

### 旅游
维莱博卡日的旅游事务由其所属的普雷博卡日市际市镇公共社区联合各级政府协调负责。2024年，维莱博卡日境内共有2家酒店共计17间房间。

### 媒体
法国主要的媒体均可在维莱博卡日接收，法国电视三台下属的诺曼底大区频道在部分时段播出维莱博卡日所在卡尔瓦多斯省的地方新闻。《法国西部报》、Ici诺曼底卡昂、Tendance Ouest广播等为当地主要的地方性媒体。

## 友好城市
截至2025年6月，维莱博卡日共与两座城市建立了友好城市关系：
- 德国 门布里斯
- 西班牙 Bampton